# Jemenská vlajka

Jemenská vlajka
Poměr stran: 2:3

Vlajka Jemenu je tvořena listem o poměru stran 2:3 se třemi vodorovnými pruhy – červeným, bílým a černým.
Vlajka byla přijata 22. května 1990, v den kdy došlo k sjednocení Jižního a Severního Jemenu.
Do roku 1990 byl Jemen rozdělen a samozřejmě existovaly i vlajky obou států.
Vlajka severní – Jemenské arabské republiky vypadala stejně jako současná vlajka, jen s tím rozdílem, že v bílém pruhu uprostřed byla zelená pěticípá hvězda.
Vlajka jižní – Jemenské lidové republiky měla pořadí a barvy vodorovných pruhů stejné. Od žerďové části však do čtvrtiny vlajky zasahoval modrý klín, který měl uprostřed rudou pěticípou hvězdu otočenou o 90° po směru hodinových ručiček.

## Galerie

Vlajka jemenského prezidenta Poměr stran: 2:3
Vlajka jemenské armády Poměr stran: 2:3
Vlajka jemenského námořnictva Poměr stran: 2:3
Vlajka jemenského letectva Poměr stran: 2:3

## Jižní Jemen

Vlajka Adenské kolonie (1937–1963) Poměr stran: 1:2
Vlajka Jihoarabské federace (1962–1967) Poměr stran: 1:2
Jihojemenská vlajka (1967–1990) Poměr stran: 2:3
Vlajka jihojemenského prezidenta (1967–1990) Poměr stran: 2:3

## Severní Jemen

Vlajka Jemenského království (1918–1923) Poměr stran: 1:2
Vlajka Jemenského království (1923–1927) Poměr stran: 1:2
Vlajka Jemenského království (1927–1962) Poměr stran: 1:2
Severojemenská vlajka (1962) Poměr stran: 2:3
Severojemenská vlajka (1962–1990) Poměr stran: 2:3